# Парламентские выборы в Израиле (1999)
Парламентские выборы в Израиле 1999 года состоялись 17 мая и стали пятнадцатыми в истории Израиля. На них были избраны 120 членов Кнессета 15-го созыва. Одновременно состоялись выборы премьер-министра Израиля. Выборы премьер-министра и депутатов Кнессета были досрочными после вотума недоверия правительству. Действующий премьер-министр от партии Ликуд Биньямин Нетаньяху баллотировался на переизбрание.
Выборы премьер-министра стали лишь вторым случаем в истории Израиля, когда глава правительства был избран прямым голосованием. Первые такие выборы в 1996 году прошли в крайне напряжённой борьбе между тогдашним премьер-министров Шимоном Пересом из левоцентристской партии Авода и лидером оппозиционной правоцентристской партии Ликуд Биньямином Нетаньяху. Нетаньяху победил с перевесом всего в 29 000 голосов. Выборы 1999 года завершились большим перевесом. Лидер партии Авода Эхуд Барак, пообещавший мирные переговоры с палестинцами и вывод войск из Южного Ливана к июлю 2000 года, был избран премьер-министром, набрав 56 % голосов. Явка избирателей составила 78,7 %.

## Предыстория
Перед правительством Биньямина Нетаньяху стояло несколько проблем: левые утверждали, что мирный процесс продвигается слишком медленно, но подписание Хевронских соглашений и Уай-риверского меморандума также вызвало у него проблемы с правыми. В январе 1998 года партия Гешер вышла из альянса с Ликудом и из правительства. В 1999 году Нетаньяху был вынужден назначить досрочные выборы из-за проблем с принятием государственного бюджета.

### Партии
В течение срока полномочий Кнессета 14-го созыва продолжался активный процесс партийного строительства. Депутатами Кнессета было создано несколько новых партий. Три депутата Кнессета, Амир Перец, Рафик Хадж Яхья и Адису Массала, покинули партию Авода, чтобы основать свою партию, названную Ам Эхад («Единая нация»). Два депутата Кнессета из партии Авода и четыре депутата от Ликуда во главе с бывшим мэром Тель-Авива Рони Мило основали Партию центра (Элиэзер Зандберг позже откололся от центристов и основал партию Ха-Цейрим («Молодость»), прежде чем присоединиться к партии Шинуй, воссозданной Авраамом Поразом после ухода из партии Мерец). Три депутата от Ликуда создали свою партию, назвав её Херут—Национальное движение; два депутата покинули партию Исраэль ба-Алия, чтобы основать партию Алию; Моше Пелед отделился от партии Цомет и организовал партию Мехора, прежде чем присоединиться к партии Моледет; также правящий альянс покинули три члена партии Гешер и два члена партии Цомет. Два депутата Кнессета покинули Национальную религиозную партию, чтобы основать партию Эмуним.
В 1999 году Давид Цукер покинул партию «Мерец», а Эмануэль Зисман — партию «Третий путь», чтобы баллотироваться в качестве независимых депутатов.
Перед выборами 1999 года партия Балад вышла из союза с Хадаш, а коалиция Яха вновь раскололась на партии Агудат Исраэль (три места) и Дегель ха-Тора (одно место).
Две партии, правая Манхигут Йегудит Моше Фейглина и экологическая «Голос окружающей среды», первоначально зарегистрировались для участия в выборах, но сняли своих кандидатов до дня голосования.

## Предвыборная кампания
Первоначально в выборах премьер-министра планировали участвовать помимо Эхуда Барака от левоцентристского блока «Единый Израиль» и Биньямина Нетаньяху из правоцентристского Ликуда ещё три кандидата: Бени Бегин из партии Херут—Национальное движение (правее Ликуда); Азми Бишара из партии израильских арабов Балад (левее «Единого Израиля») и первый представитель этого меньшинства, выдвинувший свою кандидатуру на пост премьер-министра; и Ицхак Мордехай из Партии центра, занимавший позиции левее Ликуда и правее «Единого Израиля».
Однако в ходе кампании Бегин, Бишара и Мордехай снялись с выборов премьер-министра, когда стало ясно, что они не смогут победить, а их дальнейшее участие в выборах будет стоить голосов основным кандидатам, Бараку и Нетаньяху, находящимся на их флангах политического спектра. Однако партии, которые представляли эти кандидаты, продолжили участвовать в выборах в Кнессет.

## Результаты

### Парламентские выборы
Электоральный барьер — 49 672 (1,5 %). Голоса на мандат — 25 936.

## После выборов
Спикером Кнессета стал депутат от блока «Единый Израиль» Авраам Бург.